# Reduto do Morro de Santo Antônio
O Reduto do Morro de Santo Antônio localizava-se no alto do morro de Santo Antônio, na altura do largo da Carioca, no centro histórico da cidade e estado do Rio de Janeiro, no Brasil.

## História
BARRETTO (1958), relaciona esta estrutura, sem maiores detalhes, entre as obras de fortificação de menor importância outrora existentes na cidade do Rio de Janeiro (op. cit., p. 256).
Uma estrutura defensiva, com planta no formato de um polígono octogonal regular, encontra-se prevista sob a legenda "T. Convento de Sto. Antº. com sua cerca e ladeiras e huma obra dessinada, na coroa de seu monte", constante da “Planta da Cidade de Saõ Sebastiaõ do Rio de Janeiro, com súas fortifficaçoins”, 1712-1713. Acervo do Arquivo Histórico Ultramarino, Lisboa), parte do "Plano de Defesa de 1714" de autoria conjunta do Governador da Capitania Francisco Xavier de Távora e de João Massé. Este, um oficial francês que estava ao serviço de Portugal desde 1705 e que, por determinação do rei D. João V (1705-1750), em 1713 "passou com o posto de brigadeiro ao Brasil para examinar e reparar as fortificações daquele Estado."
Um outro projeto, anônimo, atribuído a José Custódio de Sá e Faria (Plano da Cidade do Rio de Janeiro Capital do Estado do Brazil, 1769. Mapoteca do Itamaraty, Rio de Janeiro) também prevê um Reduto para o morro de Santo Antônio, em "B. Reductos destacados para ocupar os Padrastos mais próximos da cidade (...)", de figura quadrangular com baluartes pentagonais nos vértices, em estilo Vauban.